# 新格魯代克省
新格魯代克省 （Województwo nowogródzkie；白俄羅斯語；）是波蘭第二共和國時期的一個省，位於該國東北部。1938年時面積22,966平方公里，1931年人口1,057,000人。首府新格魯代克 （今新格魯多克）。
1939年時下分8縣、8市鎮、89村。1939年以後因德蘇瓜分而消失。現分屬白俄羅斯和立陶宛。